# از شوخی گذشته
از شوخی گذشته (انگلیسی: Joking Apart) نام یک مجموعهٔ تلویزیونی کمدی موقعیت بریتانیایی است که در ۱۲ قسمت توسط شبکهٔ بی‌بی‌سی دو تولید و طی سال‌های ۱۹۹۳ تا ۱۹۹۵ پخش شد.
داستان این سریال تا حدودی بر پایهٔ زندگیِ شخصیِ نویسندهٔ آن استیون موفات و جدایی او از همسر اولش ساخته شده است.